# 尾道北インターチェンジ
尾道北インターチェンジ（おのみちきたインターチェンジ）は、広島県尾道市御調町にある尾道自動車道に設けられたインターチェンジである。
建設中は旧町名から採った御調インターチェンジ（みつぎインターチェンジ）の仮称を用いていた（御調町は事業中の2005年3月28日に尾道市に合併）。

## 歴史
- 2010年（平成22年）11月27日：尾道JCT - 世羅IC間開通に伴い、供用開始[2]。

## 接続する道路
- 直接接続（岩根交差点）
  - 国道486号

## 料金所
国土交通省が管轄する無料区間の為、料金所は設置されていないが、ここから山陽道方面へ向かう場合は有料区間に入るまで出口がないため、注意が必要である。（山陽道方面の最寄出口は福山西IC・尾道IC）

## 周辺
- 道の駅クロスロードみつぎ（当ICから約2.2km）

## 隣
E54 尾道自動車道
(22-1) 尾道JCT - 尾道TB - (1) 尾道北IC - (2) 世羅IC/道の駅世羅